# دردم از یارست و درمان نیز هم
غزلی با مطلع «دردم از یارست و درمان نیز هم»، غزل شمارهٔ ۳۶۳ از دیوانِ حافظ در تصحیحِ محمد قزوینی و قاسم غنی است.

## در اجراها
حسین قوامی در برنامهٔ شمارهٔ ۴۵ از مجموعهٔ گل‌های تازه این غزل را در دستگاهِ سه‌گاه اجرا کرده است.